# Sindia (Italie)
Pour les articles homonymes, voir Sindia.
Sindia est une commune italienne de la province de Nuoro, dans la région Sardaigne.

## Histoire

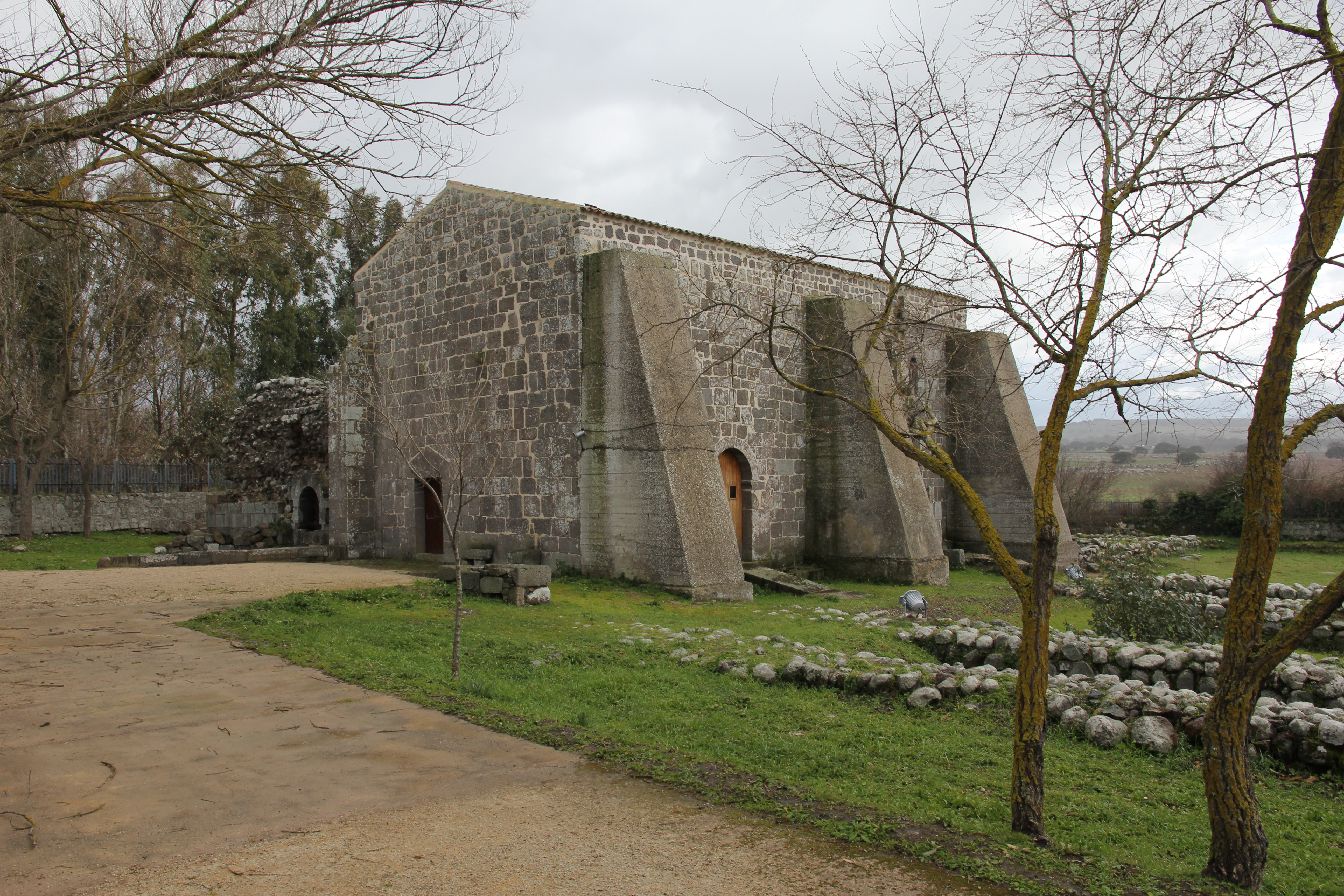
Sindia - Abbatiale de Cabuabbas dite église Sainte-Marie di Corte.

## Administration
| Période                                  | Période | Identité | Étiquette | Qualité |
| ---------------------------------------- | ------- | -------- | --------- | ------- |
|                                          |         |          |           |         |
| Les données manquantes sont à compléter. |         |          |           |         |

### Communes limitrophes
Macomer, Pozzomaggiore, Sagama, Scano di Montiferro, Semestene, Suni.